# 科阿塔斯科恩
科阿塔斯科恩（法語：Coatascorn，法語發音：[kwataskɔʁn] ⓘ）是法国阿摩尔滨海省的一个市镇，位于该省西北部，属于拉尼永区。

## 地理
科阿塔斯科恩（48°40'26"N, 3°15'1"W）面积8.05 平方千米，位于法国布列塔尼大區阿摩尔滨海省，该省份为法国西北部沿海省份，位于布列塔尼半岛北部，北濒大西洋英吉利海峡，西接菲尼斯泰尔省，南至莫尔比昂省，东临伊勒-维莱讷省。
与科阿塔斯科恩接壤的市镇（或旧市镇、城区）包括：贝加尔、布雷利迪、普拉特、吕南。

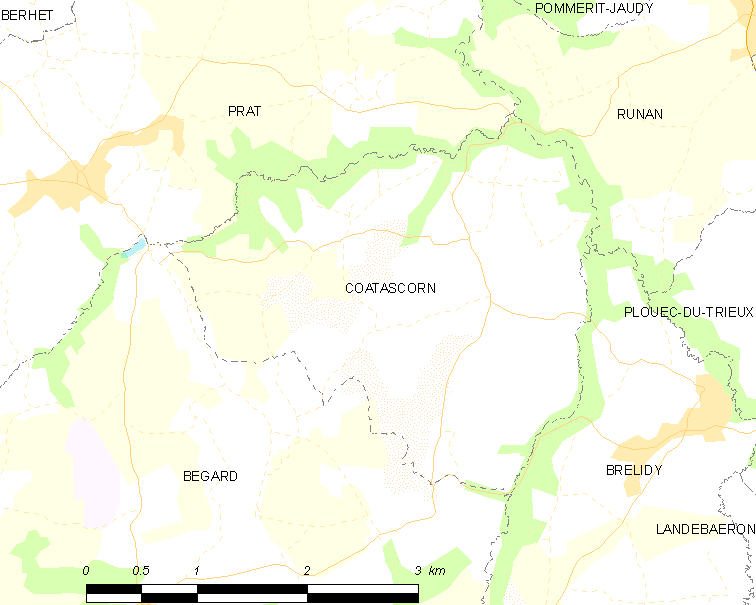
科阿塔斯科恩的OSM定位图

科阿塔斯科恩的时区为UTC+01:00、UTC+02:00（夏令时）。

## 行政
科阿塔斯科恩的邮政编码为22140，INSEE市镇编码为22041。

## 政治
科阿塔斯科恩所属的省级选区为贝加尔县。

## 人口

1962-2008年间科阿塔斯科恩人口变化图示

科阿塔斯科恩于2022年1月1日时的人口数量为251人。